# Танкіст
Танкі́ст — солдат танкових військ, який належить до екіпажу танка. Не всі солдати, що належать до танкових дивізій (бригад, полків, рот і т. інш.) є танкістами, оскільки танки завжди діють в взаємодії з піхотою, що також належить до танкових армійських, корпусних і дивізійних формувань.

## Історія виникнення танкістів
Танкісти з'явились разом з появою танкових військ переважно між двома світовими війнами. В багатьох країнах світу до танкових військ традиційно переходили колишні кавалеристи, щоправда з невеликим бажанням.

## Посади
У сучасних танках зазвичай є 4 ролі - командир, навідник, механік-водій та заряджаючий. У залежності від конструкції та класу машини, іноді ще буває кулеметник і стрілець взводу вогневої підтримки. 